# 60e cérémonie des British Academy Film Awards
Pour la cérémonie des BAFTAs récompensant la télévision, voir la 54e cérémonie des British Academy Television Awards.
La 60e cérémonie des British Academy Film Awards, organisée par la British Academy of Film and Television Arts, s'est déroulée le 11 février 2007 au Royal Opera House et a récompensé les films sortis en 2006.

## Palmarès

### Meilleur film
- The Queen
  - Babel
  - Little Miss Sunshine
  - Les Infiltrés (The Departed)
  - Le Dernier Roi d'Écosse (The Last King of Scotland)

### Meilleur film britannique
Alexander Korda Award.
- Le Dernier Roi d'Écosse (The Last  King of Scotland)
  - Casino Royale
  - Chronique d'un scandale (Notes on a  Scandal)
  - The Queen
  - Vol 93 (United 93)

### Meilleur réalisateur
David Lean Award.
- Paul Greengrass pour Vol 93  (United 93)
  - Alejandro González Iñárritu pour Babel
  - Jonathan Dayton et Valerie Faris pour Little Miss Sunshine
  - Martin Scorsese pour Les Infiltrés (The Departed)
  - Stephen Frears pour The Queen

### Meilleur acteur
- Forest Whitaker pour le rôle d'Idi Amin Dada dans Le Dernier Roi d'Écosse (The Last King of Scotland)
  - Daniel Craig pour le rôle de James Bond dans Casino Royale
  - Leonardo DiCaprio pour le rôle de Billy Costigan dans Les Infiltrés (The Departed)
  - Richard Griffiths pour le rôle de Hector dans History Boys (The History Boys)
  - Peter O'Toole pour le rôle de Maurice dans Venus

### Meilleure actrice
- Helen Mirren pour le rôle d'Élisabeth II dans The Queen
  - Kate Winslet pour le rôle de Sarah Pierce dans Little Children
  - Judi Dench pour le rôle de Barbara Covett dans Chronique d'un scandale (Notes on a Scandal)
  - Meryl Streep pour le rôle de Miranda Priestly dans Le Diable s'habille en Prada (The Devil Wears Prada)
  - Penélope Cruz pour le rôle de Raimunda dans Volver

### Meilleur acteur dans un second rôle
- Alan Arkin pour le rôle d'Edwin Hoover dans Little Miss Sunshine
  - Jack Nicholson pour le rôle de Frank Costello dans Les Infiltrés (The Departed)
  - James McAvoy pour le rôle de Nicholas Garrigan dans Le Dernier Roi d'Écosse (The Last King of Scotland)
  - Michael Sheen pour le rôle de Tony Blair dans The Queen
  - Leslie Phillips pour le rôle d'Ian dans Venus

### Meilleure actrice dans un second rôle
- Jennifer Hudson pour le rôle d'Effie White dans  Dreamgirls
  - Abigail Breslin pour le rôle d'Olive Hoover dans Little Miss Sunshine
  - Toni Collette pour le rôle de Sheryl Hoover dans Little Miss Sunshine
  - Emily Blunt pour le rôle d'Emily Chalton dans Le Diable s'habille en Prada (The Devil Wears Prada)
  - Frances de la Tour pour le rôle de Mrs Lintott dans The History Boys

### Meilleur scénario original
- Little Miss Sunshine – Michael Arndt
  - Babel – Guillermo Arriaga
  - Le Labyrinthe de Pan (El laberinto del fauno) – Guillermo del Toro
  - The Queen – Peter Morgan
  - Vol 93 (United 93) – Paul Greengrass

### Meilleur scénario adapté
- Le Dernier Roi d'Écosse (The Last King of Scotland) – Peter Morgan et Jeremy Brock
  - Casino Royale – Neal Purvis, Robert Wade et Paul Haggis
  - Chronique d'un scandale (Notes on a Scandal) – Patrick Marber
  - Les Infiltrés (The Departed) – William Monahan
  - Le Diable s'habille en Prada (The Devil Wears Prada) – Aline Brosh McKenna

### Meilleure direction artistique
- Les Fils de l'homme (Children of Men) – Jim Clay, Geoffrey Kirkland et Jennifer Williams
  - Casino Royale – Peter Lamont et Simon Wakefield
  - Marie-Antoinette – K.K. Barrett et Véronique Melery
  - Le Labyrinthe de Pan (El laberinto del fauno) – Eugenio Caballero et Pilar Revuelta
  - Pirates des Caraïbes : Le Secret du coffre maudit (Pirates of the Caribbean : Dead Man's Chest) – Cheryl Carasik et Rick Heinrichs

### Meilleurs costumes
- Le Labyrinthe de Pan (El laberinto del fauno)
  - Le Diable s'habille en Prada (The Devil Wears Prada)
  - Marie-Antoinette
  - Pirates des Caraïbes : Le Secret du coffre maudit (Pirates of the Caribbean : Dead Man's Chest) – Penny Rose
  - The Queen

### Meilleurs maquillages et coiffures
- Le Labyrinthe de Pan (El laberinto del fauno)
  - Marie-Antoinette
  - Pirates des Caraïbes : Le Secret du coffre maudit (Pirates of the Caribbean : Dead Man's Chest) – Ve Neill et Martin Samuel
  - Le Diable s'habille en Prada (The Devil Wears Prada)
  - The Queen

### Meilleure photographie
- Les Fils de l'homme (Children of Men) – Emmanuel Lubezki
  - Babel – Rodrigo Prieto
  - Casino Royale – Phil Meheux
  - Le Labyrinthe de Pan (El laberinto del fauno) – Guillermo Navarro
  - Vol 93 (United 93) – Barry Ackroyd

### Meilleur montage
- Vol 93 (United 93) – Clare Douglas, Christopher Rouse et Richard Pearson
  - Babel – Stephen Mirrione et Douglas Crise
  - Les Infiltrés (The Departed) – Thelma Schoonmaker
  - Casino Royale – Stuart Baird
  - The Queen – Lucia Zucchetti (en)

### Meilleurs effets visuels
- Pirates des Caraïbes : Le Secret du coffre maudit (Pirates of the Caribbean : Dead Man's Chest) – Charles Gibson, Allen Hall, Hal T. Hickel et John Knoll
  - Casino Royale
  - Les Fils de l'homme (Children of Men)
  - Le Labyrinthe de Pan (El laberinto del fauno)
  - Superman Returns

### Meilleur son
- Casino Royale
  - Babel
  - Le Labyrinthe de Pan (El laberinto del fauno)
  - Pirates des Caraïbes : Le Secret du coffre maudit (Pirates of the Caribbean : Dead Man's Chest) – Christopher Boyes, Paul Massey, Lee Orloff et George Watters II
  - Vol 93 (United 93)

### Meilleure musique de film
Anthony Asquith Award.
- Babel  – Gustavo Santaolalla
  - Casino Royale – David Arnold
  - Dreamgirls – Henry Krieger
  - Happy Feet – John Powell
  - The Queen – Alexandre Desplat

### Meilleur film en langue étrangère
- Le Labyrinthe de Pan (El laberinto del fauno) •  Espagne/ Mexique/ États-Unis (en espagnol)
  - Apocalypto •  États-Unis (en langue maya)
  - Rang De Basanti (रंग दे बसंती) •  Inde (en hindî)
  - Volver •  Espagne (en espagnol)
  - Black Book (Zwartboek) •  Pays-Bas/ Allemagne/ Belgique (en néerlandais, allemand, hébreu)

### Meilleur film d'animation
- Happy Feet
  - Cars
  - Souris City (Flushed Away)

### Meilleur court-métrage
- Do Not Erase – Asitha Ameresekere
  - Care – Corinna Faith
  - Cubs – Tom Harper
  - Hikikomori – Paul Wright
  - Kissing, Tickling and Being Bored – Jim McRoberts

### Meilleur court-métrage d'animation
- Guy 101 – Ian W. Gouldstone
  - Dreams and Desires: Family Ties – Joanna Quinn
  - Peter and the Wolf (Piotruś i wilk) – Suzie Templeton

### Meilleur nouveau scénariste, réalisateur ou producteur britannique
Carl Foreman Award.
- Andrea Arnold (réalisateur) – Red Road
  - Gary Tarn (réalisateur) – Black Sun
  - Paul Andrew Williams (réalisateur) – London to Brighton
  - Julian Gilbey (réalisateur) – Rollin' with the Nines
  - Christine Langan (en) (producteur) – The Last Hangman

### Meilleure contribution au cinéma britannique
Michael Balcon Award.
- Nick Daubeny

### Rising Star Award
Meilleur espoir. Résulte d'un vote du public.
- Eva Green
  - Emily Blunt
  - Naomie Harris
  - Cillian Murphy
  - Ben Whishaw

### Fellowship Award
Prix d'honneur de la BAFTA, récompense la réussite dans les différentes formes du cinéma.
- Anne V. Coates
- Richard Curtis
- Will Wright

## Récompenses et nominations multiples

### Nominations multiples

#### Films
9  : Casino Royale
 8  : Le Labyrinthe de Pan,  The Queen
 7  : Babel
 6  : Vol 93, Little Miss Sunshine, Les Infiltrés
 5  : Pirates des Caraïbes : Le Secret du coffre maudit, Le Dernier Roi d'Écosse, Le Diable s'habille en Prada
 3  : Les Fils de l'homme, Marie-Antoinette, Chronique d'un scandale
 2  : Dreamgirls, Happy Feet, Volver, Venus, The History Boys

#### Personnalités
2  : Paul Greengrass

### Récompenses  multiples
Légende : Nombre de récompenses/Nombre de nominations

#### Films
3 / 5  : Le Dernier Roi d'Écosse
 3 / 8  : Le Labyrinthe de Pan
 2 / 3  : Les Fils de l'homme
 2 / 6  : Vol 93, Little Miss Sunshine
 2 / 8  : The Queen

### Les grands perdants
0 / 6  : Les Infiltrés
 0 / 5  : Le Diable s'habille en Prada
 1 / 9  : Casino Royale